# Francis Magee
Francis Magee (Dublín; 26 de junio de 1959) es un actor irlandés, más conocido por haber interpretado a Victor Rodenmaar  la serie El Misterio de Anubis.

## Carrera
El 10 de agosto de 1993 se unió al elenco de la popular serie británica EastEnders donde interpretó a Liam Tyler, el padre biológico de Clare Bates (Gemma Bissix), hasta el 14 de noviembre de 1995 después de que su personaje decidiera irse de Walford luego de la muerte de Clare.
Francis ha aparecido en varias películas, tales como Sahara (2005), Layer Cake (2004) y The Calling (2000).
En el 2001 interpretó a Barry Hughes en el episodio "Getting Even" de la serie médica Holby City, más tarde volvió a parecer en la serie en el 2008 ahora dando vida a Barry Carter durante el episodio "Change of Heart".
En el 2005 apareció en la serie británica Heartbeat donde interpretó a Ken Rawson en el episodio "The Devil You Know" y a Stannard en "Giving the Game Away".
En el 2008 interpretó a David Crossley en un episodio de la serie policíaca The Bill, previamente Francis había aparecido en la serie en 1997 como Clive Newton en "A Bad Lot", en 1998 a Rod Tiernan en "Fighting Chance", en el 2002 dio vida a Arty Shanks en "Do Not Pass Go", en el 2003 Peter Lewis en el episodio # 180 y finalmente en el 2006 como Leo Durkin en el episodio # 464.
En 2009 dio vida a Ordgar en la miniserie 1066 The Battle for Middle Earth.
En el 2011 interpretó al detective inspector Lorenzo Morris en un episodio de la serie médica Doctors, anteriormente había aparecido por primera vez en la serie en el 2000 donde interpretó a Bobby Jones en el episodio "Secrets and Lies", cinco años después en el 2005 interpretó a Arnie Lynch en "A Way with Words" y en el 2009 a Ken Middlemiss en "The Real World". Ese mismo año apareció en la serie policíaca Midsomer Murders donde dio vida a Smudgepot.
También se unió al elenco principal de la serie de Nickelodeon: House of Anubis donde dio vida a Víctor Rodenmaar. Y apareció en varios episodios de la exitosa serie Game of Thrones donde interpretó a Yoren hasta el 2012.
En el 2014 apareció como invitado en la serie médica Casualty donde interpretó a Frankie Lee en el episodio "Learning to Fly". Anteriormente había aparecido en la serie tres veces: en el 2011 donde dio vida a Jake Lincoln en el episodio "A Quiet Life", en el 2004 a Gavin en "The Good Father" y en 1998 a Tony Norris durante los episodios "Everlasting Love: Part 1 & 2".
En el 2015 se unió al elenco de la miniserie A.D. The Bible Continues donde dio vida a Levi, líder de los Zelotes.
En el 2016 aparecerá como invitado en un episodio de la tercera temporada de la serie The Musketeers donde dará vida a Hubert.

## Filmografía

### Series de televisión
| Año             | Serie                       | Personaje                 | Notas                                |
| --------------- | --------------------------- | ------------------------- | ------------------------------------ |
| 2016 - presente | The Musketeers              | Hubert                    | -                                    |
| 2015            | The Bastard Executioner     | Absolon                   | 5 episodios                          |
| 2015            | A.D. The Bible Continues    | Levi                      | 6 episodios                          |
| 2015            | No Offence                  | Shane Mercy               | episodio # 1.6                       |
| 2015            | Outlander                   | Crenshaw                  | 2 episodios                          |
| 2015            | X Company                   | Thierry                   | episodio "Kiss of Death"             |
| 2015            | Death in Paradise           | Stevie Smith              | episodio # 4.5                       |
| 2014            | Ripper Street               | Davies                    | episodio "Whitechapel Terminus"      |
| 2014            | Damo and Ivor               | Bricko                    | episodio # 2.1                       |
| 2014            | Casualty                    | Frankie Lee               | episodio "Learning to Fly"           |
| 2014            | In The Flesh                | Iain Monroe               | 2 episodios - miniserie              |
| 2014            | WPC 56                      | Brendan McCormack         | episodio "Cry, Cry, Cry"             |
| 2013            | Strike Back: Shadow Warfare | O'Riordan                 | episodio # 4.5                       |
| 2013            | The Bible                   | Saúl                      | 2 episodios - miniserie              |
| 2011 - 2013     | House of Anubis             | Victor Rodenmaar          | 144 episodios                        |
| 2012            | Misfits                     | Dan                       | episodio # 4.2                       |
| 2012            | DCI Banks                   | Arthur Jameson            | 2 episodios                          |
| 2011 - 2012     | Game of Thrones             | Yoren                     | 7 episodios                          |
| 2011            | The Fades                   | Dr. Tremlett              | 5 episodios - miniserie              |
| 2011            | The Body Farm               | Barney Quinn              | episodio # 1.6                       |
| 2011            | Midsomer Murders            | DI Lorenzo Morris         | episodio "The Killing of Sean Noble" |
| 2012            | Doctors                     | Arthur Jameson            | 2 episodios                          |
| 2011            | Zen                         | Giulio / Avel Vasko       | episodio "Vendetta"                  |
| 2010            | Inspector George Gently     | Oficial en Jefe Lilley    | episodio "Peace & Love"              |
| 2009            | True Horror                 | Vlad the Impaler / Scribe | 2 episodios                          |
| 2009            | 1066                        | Ordgar                    | 2 episodios - miniserie              |
| 2008            | The Bill                    | David Crossley            | episodio "Santa's Little Helper"     |
| 2008            | Survivors                   | Callum Brown              | episodio # 1.1                       |
| 2008            | Holby City                  | Barry Carter              | episodio "Change of Heart"           |
| 2008            | Honest                      | Quentin                   | 2 episodios                          |
| 2008            | City of Vice                | Saunders Welch            | 5 episodios                          |
| 2007            | Peep Show                   | Russell                   | episodio "Handyman"                  |
| 2006 - 2007     | New Street Law              | Frank Halcroft            | 3 episodios                          |
| 2007            | Gina's Laughing Gear        | Trevor Mullet             | episodio "Trevor Island"             |
| 2006            | Pulling                     | Amigo de Eileen           | episodio # 1.6                       |
| 2006            | Murphy's Law                | Det. Supt. Warren         | 3 episodios                          |
| 2004 - 2006     | No Angels                   | Mr. Leslie McManus        | 24 episodios                         |
| 2005            | Heartbeat                   | Ken Rawson                | episodio "The Devil You Know"        |
| 2005            | Waking the Dead             | Gordon Christie           | episodio "Subterraneans: Part 1"     |
| 2004            | The Royal                   | Alex Heath                | episodio "No Room for Ravers"        |
| 2004            | Bad Girls                   | Rob Skelton               | 3 episodios                          |
| 2004            | Hustle                      | Periodista                | episodio "The Last Gamble"           |
| 2004            | Shadow Play                 | Mr. Trimby                | 2 episodios                          |
| 2003            | Family                      | Pat Bishop                | miniserie                            |
| 2003            | Born and Bread              | James Falkner             | episodio "The Miracle of Ormston"    |
| 2003            | In Deep                     | Ronnie Sharkey            | 2 episodios                          |
| 2003            | Buried                      | Ronaldo                   | 2 episodios                          |
| 2003            | Footballers' Wives          | Det. Simmonds             | episodio "Go for the Overkill"       |
| 2002            | Ultimate Force              | Lofty                     | episodio "The Killing House"         |
| 2001            | Cold Feet                   | Daz                       | episodio # 4.2                       |
| 2001            | Down to Earth               | Davey                     | episodio "All Together Now"          |
| 2001            | In a Land of Plenty         | Trevor Michaels           | episodio # 1.1                       |
| 2000            | The Knock                   | Hagan                     | episodio # 5.1                       |
| 2000            | The Mrs Bradley Mysteries   | Castries                  | episodio "The Rising of the Moon"    |
| 1997            | Drovers' Gold               | Irish                     | miniserie                            |
| 1997            | Where the Heart Is          | Joe Bevan                 | episodio "Things Fall Apart"         |
| 1996            | A Touch of Frost            | Rod Bainbridge            | episodio "Deep Waters"               |
| 1993 - 1995     | EastEnders                  | Liam Tyler                | 19 episodios                         |
| 1994            | 99-1                        | Balaclava                 | episodio "The Cost of Living"        |

### Películas
- Jimmy's Hall (2014)
- Glory Days como Jake Murphy (2014)
- Cemetery Junction (2010).[9]
- Worried About the Boy como Jerry O'Dowd (2010).[10]
- The Last Breath como Paul (2009).[11]
- Sahara como Fuse Cutter (2005).[2]
- Layer Cake como Paul.[3]
- The Calling como Carmac.[4]
- Siempre locos como Hockney.